# Eduardo Videla
Eduardo Videlas Correas; (Los Andes, 1845 - Santiago, 1908). Abogado y político liberal chileno. Hijo de Francisco Javier Videla Gómez y de Nazaria Correas Espíndola. Contrajo matrimonio con Elvira de la Lastra Luco (1868).
Educado en Universidad de Chile, donde juró como abogado (1867). Ejerció su profesión y se dedicó también a actividades agrícolas en propiedades en Illapel y La Ligua.
Miembro del Partido Liberal Doctrinario, por el cual fue elegido Diputado por San Felipe, Los Andes y Putaendo (1891-1894), integrando la comisión permanente de Educación y Beneficencia. 
Reelegido Diputado (1894-1897, 1897-1900 y 1900-1903). En estos tres períodos legislativos, formó parte de las comisiones permanentes de Hacienda e Industria, de Gobierno y de Relaciones Exteriores. Fue también Presidente de la Cámara de Diputados (1895 y 1902)
Formó parte de la comisión de abogados que se armó para informar sobre la reforma al Reglamento de la Ley Orgánica de Municipalidades (1897).